# إروين ليمينز
إروين ليمينز (12 مايو 1976 بأنتويرب في بلجيكا - ) هو لاعب كرة قدم بلجيكي في مركز حراسة المرمى. شارك مع منتخب بلجيكا لكرة القدم. أما مع النوادي، فقد لعب مع آر كي سي فالفيك وإسبانيول وراسينغ سانتاندير ونادي أولمبياكوس وفيربرودرينغ دندر إندرخت هكلغام ‏ وبيفيرين.

## مسيرته الكروية
لعب إروين ليمينز خلال مسيرته الاحترافية مع 6 أندية في أربعة عشر موسمًا ولم يسجل خلالها أي هدف ضمن 220 مباراة. حيث فاز في موسم واحد بالكأس وفي موسم واحد بالدوري.
خاض إروين ليمينز مسيرته مع نادي بيفيرين في موسم 1995–96 في المرة الأولى ليلعب معه أربعة مواسم ثم في موسم 2009–10 لمدة موسم واحد، مشاركًا طوالها في 85 مباراة ولم يسجل أي هدف. ثم انتقل إلى نادي راسينغ سانتاندير في موسم 1999–00 ليلعب معه أربعة مواسم، حيث شارك في 82 مباراة ولم يسجل أي هدف أيضًا. لينتقل بعدها إلى نادي إسبانيول في موسم 2003–04 ولمدة موسمين، مشاركًا في 29 مباراة ولم يسجل أي هدف أيضًا. ثم انتقل إلى نادي أولمبياكوس في موسم 2005–06 لمدة موسم واحد، لم يشارك في أي مباراة ولم يسجل أي هدف أيضًا. هذا وانتقل لاحقًا إلى نادي آر كي سي فالفيك في موسم 2006–07 لمدة موسم واحد، مشاركًا في 10 مباريات ولم يسجل أي هدف أيضًا. ثم انتقل بعدها إلى فيربرودرينغ دندر إندرخت هكلغام ‏ في موسم 2007–08 لمدة موسم واحد، مشاركًا في 14 مباراة ولم يسجل أي هدف أيضًا.

## روابط خارجية
- إروين ليمينز على موقع الاتحاد الأوربي (الإنجليزية)
- إروين ليمينز على موقع الاتحاد البلجيكي (الإنجليزية)
- إروين ليمينز على موقع قاعدة بيانات كرة القدم.إي يو (الإنجليزية)
- إروين ليمينز على موقع ناشيونال فوتبول تيمز (الإنجليزية)
- إروين ليمينز على موقع Soccerbase.com (لاعب) (الإنجليزية)